# René Haller (Agronom)
René Daniel Haller (* 18. Dezember 1933 in Lenzburg) ist ein Schweizer Tropen-Agronom. Seine Spezialgebiete sind Renaturierung, Umweltschutz und Ökologie.
Sein bekanntestes Projekt ist die ökologische Wiederherstellung des Abbaugebietes der Bamburi Cement bei Mombasa, Kenia. Ein Teil des ehemals verwüsteten, grossen fossilen Korallenkalk-Abbaugebietes bildet heute den öffentlich zugänglichen Haller Park. Er ist Autor vieler bekannter Fachartikel und Referent für die Themenbereiche Ökologie/Ökonomie und Wiederbelebung von verwüstetem Industrieagrarland. Haller ist Gründer der Haller Foundation, er war Vorsitzender des Baobab Trust und langjähriges beratendes Mitglied des Kenya Wildlife Service.

## Leben
René Haller wuchs in Lenzburg im Aargau auf. Er erlernte den Beruf des Gärtners und spezialisierte sich auf Landschaftsgestaltung. Bevor er 1956 nach Ostafrika ging, besuchte er den Basis- und den Agronomielehrgang des Schweizerischen Tropeninstituts der Universität Basel.
1956 kam Haller nach Ostafrika, er leitete am Fusse des Kilimandscharos in Tansania eine Kaffee-Plantage. 1959 übernahm er  bei der Industriefirma Bamburi Cement in Mombasa die Stelle als Leiter der Landwirtschaftsabteilung. Seine Hauptaufgabe war die Sicherstellung der Ernährung der Fabrikarbeiter durch eine der Fabrik angegliederte Farm mit Früchten und Gemüse. Neben einer Vielzahl anderer Aufgaben war er auch für die „Begrünung“ der Fabrikumgebung und der Arbeitersiedlung inklusive des Schulareals verantwortlich.
Unter Hallers Leitung, ab 1982 als deren Direktor, erweiterte die Farm ihre Produktpalette z. B. um Fischzucht, Hühnerzucht (Eier und Fleisch), um Ziegen- und Schaf-, später um Straussenaufzucht. Ab 1977 wurde die Baobab Farm LTD selbständig. Um 1998, kurz vor Hallers offizieller Pensionierung, beschäftigte die Farm rund 460 kenianische Mitarbeiter.
Der seinerzeitige Fabrikinhaber Felix  Mandl beauftragte René Haller ab 1971 zusätzlich mit der Wiederbegrünung/Aufforstung der einige Quadratkilometer grossen, verwüsteten Geländepfanne des ehemaligen Kalkabbaugebiets. Heute gehört die Bamburi Cement zur internationalen Lafarge SA Baustoffgruppe. Damit begann für Haller ein ökonomisches und ökologisches Experiment.
Der unwirtlichen heissen Steinwüste fehlte Bodensubstrat (Humus). Das aufstossende Grundwasser war durch die Küstennähe salzig. Durch Niederschläge sammelte sich oberflächlich Süsswasser. Alle bekannten Aufforstungsprojekte versagten an diesen Umweltbedingungen. Die ersten Erfolge erzielte Haller mit Kasuarinen (Casuarinaceae) und dem Laubbaum Conocarpus (Conocarpus erectus). Damit ergab sich erstmals eine Beschattung und damit die Voraussetzung eines Bodenmikroklimas. Die herabfallenden Nadeln (kleinen Zweige) und Blätter bildeten bald einen Bodenbelag, der aber kaum verrottete. Mit einem grossen Tausendfüssler (Epibolus pulchripes), der die Nadeln der Kasuarinen frass und diese verdauen konnte, gelang der entscheidende Schritt zur Humusbildung.
Haller hat nach hunderten von Rückschlägen und viel freiem Experimentieren erreicht, dass sich wieder selbstregulierende Ökosysteme stabilisiert haben, dies im flachen Brackwasser-, im Buschland- und im Waldbereich. Ebenso hat er mit seiner integrierten Aquakultur, in der Forstwirtschaft und der Antilopenzucht bewiesen, dass nachhaltige Erträge für die wachsende Bevölkerung Ostafrikas erwirtschaftet werden können, ohne die natürlichen Ökosysteme zu zerstören, sondern unter Einbindung derselben.
Der öffentliche Bamburi Quarri Nature Trail, heute Haller Park, beinhaltet für die Besucher die verschiedenen Vegetationstypen, ebenso einen Einblick in deren spezifische Tierwelt, die unabdingbar zur Aufrechterhaltung der Ökosysteme vorhanden sein müssen. Der Haller Park ist nicht nur eine Sehenswürdigkeit für den Küstentourismus, sondern der Besuch ist integrierter Bestandteil des Stoffplans der kenianischen Sekundarschule.
Ausbildung und Vermittlung im weitesten Sinne war Haller immer ein grosses Anliegen. So logierten Jahr für Jahr Dutzende von Studierenden und Dozenten aus vielen Hochschulen der Welt im speziell dafür eingerichteten Camp. Industrielle (insbesondere der Zementindustrie) und Politiker sahen sich dieses Öko-Renaturierungs-Beispiel an. Gleichzeitig wurden einheimische Interessenten gleich welchen Standes in Bamburi-Sprache unterrichtet und zum offenen Gedankenaustausch angeregt.
Haller war immer am vernetzten Denken auch im Sinne der Ökologie/Ökonomie interessiert. Unter der Sonne Kenias gilt es haushälterisch mit Ressourcen umzugehen, ebenso gilt es die Bevölkerung zu ernähren. So wurde nebst Krokodil- und Fischzucht auch Antilopenzucht/Domestikation betrieben z. B. mit der Oryxantilope (Spiessbock). Diese Antilope kann unter extremen Wüstenverhältnissen leben, was wiederum für den Züchter wertvolles Fleisch und Leder in sonst wirtschaftlich unerschlossenen Gebieten einbringen kann.
1991 gründete René Haller zusammen mit Robert Brenneisen, einem pensionierten Direktor der Bamburi Cement, den Baobab Trust, um nichtkommerzielle und karitative Aktivitäten der Baobab Farm zu ermöglichen. Dieser Trust wurde von namhaften Umweltschutzorganisationen für einzelne Projekte unterstützt.  Baobab Trust wird mehrheitlich durch die 2004 gegründete Haller Foundation unterstützt. Heute ist René Haller pensioniert und im Ruhestand, die Aktivitäten werden durch den Baobab Trust weitergeführt.
Haller ist verheiratet und hat zwei Söhne.

## Auszeichnungen
Für seine Verdienste im Umweltschutz wurde Haller 1987 mit dem Preis der Global 500 Roll of Honor der UNEP der Vereinten Nationen ausgezeichnet, outstanding environmental achievements (für aussergewöhnliche Verdienste/Errungenschaften im Umweltschutz). 1991 wurde ihm der Ehrendoktor der Universität Basel und der Preis der Stiftung Dr. J. E. Brandenberger verliehen. Im April 2003 wurde Haller in das ständige Beratungs-Führungsgremium des Kenya Wildlife Service berufen.